# Traiguén
Traiguén, qui en mapudungun veut dire saut d'eau, est une ville et une commune du Chili faisant partie de  la Province de Malleco, elle-même rattachée à  la  région d'Araucanie.

## Description
Traiguén est une ville d'environ 20 000 habitants, située à 30 kilomètres de Victoria sur la Route panaméricaine ou l'Autoroute de l'Araucanía. Traiguén a été le centre du grand développement du blé du Chili, et a été appelé « El Grange de Chile ». En outre, on a développé des activités industrielles dans le secteur de meubles, et de tuiles et de briques. Il est ainsi, comme on a créé l'Usine Meubles de Traiguén, et la Fàbrica Nationale Tuiles et Briques (toutes les deux actuellement en vigueur). Avec l'arrivée des colons français dans la région, ils ont établi le premier collège français du Chili, et on a créé l'Alliance française "Louis Pasteur" ; ils ont permis de maintenir le développement de la culture française entre les colons, et d'incorporer aussi à des Chiliens des citoyens de la zone. 

Position de Traiguén (en rouge) au sein de la Région d'Araucanie.